# Coppa panamericana maschile di pallavolo 2019
La Coppa panamericana maschile di pallavolo 2019 si è svolta dal 16 al 21 giugno 2019 a Colima, in Messico: al torneo hanno partecipato dodici squadre nazionali tra nordamericane e sudamericane e la vittoria finale è andata per la terza volta a Cuba.

## Impianti
|                                                                       |  |  |
|                                                                       |  |  |
| Auditorio Multifuncional Città: Colima Capienza: - Anno d'apertura: - |  |  |

## Regolamento

### Formula
Le squadre hanno disputato una prima fase a gironi con formula del girone all'italiana; al termine della prima fase:
- Le prime due classificate di ogni girone hanno acceduto alla fase finale per il primo posto, strutturata in quarti di finale, a cui hanno partecipato la peggiore prima classificata e le seconde classificate, semifinali, finale per il terzo posto e finale per il primo posto.
- Le due eliminate ai quarti di finale della fase finale per il primo posto hanno acceduto alla finale per il quinto posto.
- Le terze classificate di ogni girone e la migliore ultima classificata hanno acceduto alla fase finale per il settimo posto, strutturata in semifinali, finale per il nono posto e finale per il settimo posto.
- Le due peggiori ultime classificate hanno acceduto alla finale per l'undicesimo posto.

### Criteri di classifica
Se il risultato finale è stato di 3-0 sono stati assegnati 5 punti alla squadra vincente e 0 a quella sconfitta, se il risultato finale è stato di 3-1 sono stati assegnati 4 punti alla squadra vincente e 1 a quella sconfitta, se il risultato finale è stato di 3-2 sono stati assegnati 3 punti alla squadra vincente e 2 a quella sconfitta.
L'ordine del posizionamento in classifica è stato definito in base a:
- Numero di partite vinte;
- Punti;
- Ratio dei set vinti/persi;
- Ratio dei punti realizzati/subiti;
- Risultati degli scontri diretti.

## Squadre partecipanti
| Squadra           | Qualificazione      | Ultima partecipazione |
| ----------------- | ------------------- | --------------------- |
| Argentina         | -                   | Messico 2018          |
| Canada            | -                   | Messico 2018          |
| Cile              | -                   | Messico 2018          |
| Cuba              | -                   | Messico 2018          |
| Guatemala         | -                   | Messico 2018          |
| Messico           | Paese organizzatore | Messico 2018          |
| Perù              | -                   | Messico 2018          |
| Porto Rico        | -                   | Messico 2018          |
| Rep. Dominicana   | -                   | Messico 2018          |
| Stati Uniti       | -                   | Messico 2018          |
| Suriname          | -                   | Debutto               |
| Trinidad e Tobago | -                   | Messico 2013          |

## Torneo

### Fase a gironi
| Girone A  | Girone B          | Girone C        |
| --------- | ----------------- | --------------- |
| Argentina | Messico           | Cile            |
| Canada    | Perù              | Guatemala       |
| Cuba      | Porto Rico        | Rep. Dominicana |
| Suriname  | Trinidad e Tobago | Stati Uniti     |

#### Girone A

##### Risultati
| 16 giugno 2019 Auditorio Multifuncional, Colima Durata: 1h:14 - Spettatori: 1 000 | Canada    | 3 - 0 | Suriname  | 25-14, 25-19, 25-16               |
| 16 giugno 2019 Auditorio Multifuncional, Colima Durata: 2h:18 - Spettatori: ?     | Argentina | 2 - 3 | Cuba      | 30-32, 20-25, 25-22, 25-17, 13-15 |
| 17 giugno 2019 Auditorio Multifuncional, Colima Durata: 1h:04 - Spettatori: 150   | Suriname  | 0 - 3 | Argentina | 10-25, 19-25, 12-25               |
| 17 giugno 2019 Auditorio Multifuncional, Colima Durata: 1h:24 - Spettatori: 2 200 | Cuba      | 3 - 0 | Canada    | 25-19, 25-20, 25-19               |
| 18 giugno 2019 Auditorio Multifuncional, Colima Durata: 1h:03 - Spettatori: 600   | Suriname  | 0 - 3 | Cuba      | 11-25, 15-25, 10-25               |
| 18 giugno 2019 Auditorio Multifuncional, Colima Durata: 1h:18 - Spettatori: 2 000 | Canada    | 0 - 3 | Argentina | 17-25, 22-25, 21-25               |

##### Classifica
| Pos | Squadra   | Pt | G | V | P | SV | SP | Ratio | PF  | PS  | Ratio |
| --- | --------- | -- | - | - | - | -- | -- | ----- | --- | --- | ----- |
| 1   | Cuba      | 13 | 3 | 3 | 0 | 9  | 2  | 4,500 | 261 | 207 | 1,260 |
| 2   | Argentina | 12 | 3 | 2 | 1 | 8  | 3  | 2,666 | 263 | 212 | 1,240 |
| 3   | Canada    | 5  | 3 | 1 | 2 | 3  | 6  | 0,500 | 193 | 199 | 0,969 |
| 4   | Suriname  | 0  | 3 | 0 | 3 | 0  | 9  | 0,000 | 126 | 225 | 0,560 |

#### Girone B

##### Risultati
| 16 giugno 2019 Auditorio Multifuncional, Colima Durata: 2h:13 - Spettatori: 400   | Perù              | 2 - 3 | Porto Rico        | 25-23, 26-24, 28-30, 19-25, 14-16 |
| 16 giugno 2019 Auditorio Multifuncional, Colima Durata: 1h:19 - Spettatori: 3 000 | Messico           | 3 - 0 | Trinidad e Tobago | 25-19, 25-20, 25-22               |
| 17 giugno 2019 Auditorio Multifuncional, Colima Durata: 1h:43 - Spettatori: 450   | Trinidad e Tobago | 1 - 3 | Porto Rico        | 25-23, 14-25, 18-25, 15-25        |
| 17 giugno 2019 Auditorio Multifuncional, Colima Durata: 2h:04 - Spettatori: 3 000 | Messico           | 3 - 0 | Perù              | 25-15, 28-26, 21-25, 25-22        |
| 18 giugno 2019 Auditorio Multifuncional, Colima Durata: 1h:13 - Spettatori: 500   | Perù              | 3 - 0 | Trinidad e Tobago | 25-22, 25-14, 25-22               |
| 18 giugno 2019 Auditorio Multifuncional, Colima Durata: 1h:32 - Spettatori: 3 000 | Messico           | 3 - 0 | Porto Rico        | 25-23, 25-23, 25-18               |

##### Classifica
| Pos | Squadra           | Pt | G | V | P | SV | SP | Ratio | PF  | PS  | Ratio |
| --- | ----------------- | -- | - | - | - | -- | -- | ----- | --- | --- | ----- |
| 1   | Messico           | 14 | 3 | 3 | 0 | 9  | 1  | 9,000 | 249 | 213 | 1,169 |
| 2   | Porto Rico        | 7  | 3 | 2 | 1 | 6  | 6  | 1,000 | 280 | 259 | 1,081 |
| 3   | Perù              | 8  | 3 | 1 | 2 | 6  | 6  | 1,000 | 275 | 275 | 1,000 |
| 4   | Trinidad e Tobago | 1  | 3 | 0 | 3 | 1  | 9  | 0,111 | 191 | 248 | 0,770 |

#### Girone C

##### Risultati
| 16 giugno 2019 Auditorio Multifuncional, Colima Durata: 1h:08 - Spettatori: 1 200 | Guatemala       | 0 - 3 | Stati Uniti     | 10-25, 17-25, 17-25               |
| 16 giugno 2019 Auditorio Multifuncional, Colima Durata: 1h:58 - Spettatori: 1 800 | Cile            | 3 - 1 | Rep. Dominicana | 25-18, 20-25, 25-20, 25-21        |
| 17 giugno 2019 Auditorio Multifuncional, Colima Durata: 2h:22 - Spettatori: ?     | Rep. Dominicana | 3 - 2 | Guatemala       | 36-38, 25-21, 25-19, 19-25, 15-13 |
| 17 giugno 2019 Auditorio Multifuncional, Colima Durata: 2h:05 - Spettatori: 400   | Stati Uniti     | 1 - 3 | Cile            | 22-25, 25-19, 22-25, 19-25        |
| 18 giugno 2019 Auditorio Multifuncional, Colima Durata: 1h:15 - Spettatori: 1 000 | Guatemala       | 0 - 3 | Cile            | 14-25, 17-25, 11-25               |
| 18 giugno 2019 Auditorio Multifuncional, Colima Durata: 1h:24 - Spettatori: 800   | Rep. Dominicana | 0 - 3 | Stati Uniti     | 20-25, 19-25, 20-25               |

##### Classifica
| Pos | Squadra         | Pt | G | V | P | SV | SP | Ratio | PF  | PS  | Ratio |
| --- | --------------- | -- | - | - | - | -- | -- | ----- | --- | --- | ----- |
| 1   | Cile            | 13 | 3 | 3 | 0 | 9  | 2  | 4,500 | 264 | 214 | 1,233 |
| 2   | Stati Uniti     | 11 | 3 | 2 | 1 | 7  | 3  | 2,333 | 238 | 191 | 1,208 |
| 3   | Rep. Dominicana | 4  | 3 | 1 | 2 | 4  | 8  | 0,500 | 263 | 286 | 0,919 |
| 4   | Guatemala       | 2  | 3 | 0 | 3 | 2  | 9  | 0,222 | 202 | 270 | 0,748 |

### Fase finale

#### Finali 1º e 3º posto
|  | Quarti di finale | Quarti di finale | Quarti di finale |  |  | Semifinali | Semifinali | Semifinali |  |  | Finale          | Finale          | Finale          |
|  |                  |                  |                  |  |  |            |            |            |  |  |                 |                 |                 |
|  |                  |                  |                  |  |  | 1A         | Cuba       | 3          |  |  |                 |                 |                 |
|  | 1C               | Cile             | 3                |  |  | 1C         | Cile       | 0          |  |  |                 |                 |                 |
|  | 2B               | Porto Rico       | 0                |  |  |            |            |            |  |  | 1A              | Cuba            | 3               |
|  |                  |                  |                  |  |  |            |            |            |  |  | 2A              | Argentina       | 2               |
|  |                  |                  |                  |  |  | 1B         | Messico    | 1          |  |  |                 |                 |                 |
|  | 2A               | Argentina        | 3                |  |  | 2A         | Argentina  | 3          |  |  | Finale 3° posto | Finale 3° posto | Finale 3° posto |
|  | 2C               | Stati Uniti      | 0                |  |  |            |            |            |  |  | 1C              | Cile            | 0               |
|  |                  |                  |                  |  |  |            |            |            |  |  | 1B              | Messico         | 3               |

##### Quarti di finale
| 19 giugno 2019 Auditorio Multifuncional, Colima Durata: 1h:25 - Spettatori: 900   | Argentina | 3 - 0 | Stati Uniti | 25-23, 25-22, 25-22 |
| 19 giugno 2019 Auditorio Multifuncional, Colima Durata: 1h:25 - Spettatori: 1 300 | Cile      | 3 - 0 | Porto Rico  | 25-19, 25-22, 25-21 |

##### Semifinali
| 20 giugno 2019 Auditorio Multifuncional, Colima Durata: 1h:39 - Spettatori: 2 500 | Cuba    | 3 - 0 | Cile      | 25-20, 31-29, 25-20        |
| 20 giugno 2019 Auditorio Multifuncional, Colima Durata: 2h:10 - Spettatori: 3 100 | Messico | 1 - 3 | Argentina | 17-25, 12-25, 27-25, 22-25 |

##### Finale 3º posto
| 21 giugno 2019 Auditorio Multifuncional, Colima Durata: 1h:25 - Spettatori: 3 000 | Cile | 0 - 3 | Messico | 17-25, 20-25, 24-26 |

##### Finale
| 21 giugno 2019 Auditorio Multifuncional, Colima Durata: 2h:12 - Spettatori: 3 000 | Cuba | 3 - 2 | Argentina | 19-25, 25-21, 25-20, 21-25, 15-9 |

#### Finale 5º posto
| 21 giugno 2019 Auditorio Multifuncional, Colima Durata: 1h:29 - Spettatori: 550 | Stati Uniti | 3 - 0 | Porto Rico | 25-17, 25-23, 25-18 |

#### Finali 7º e 9º posto
|  | Semifinali      | Semifinali      | Semifinali |        |      | Finale 7º posto | Finale 7º posto | Finale 7º posto |  |
|  |                 |                 |            |        |      |                 |                 |                 |  |
|  | Perù            | Perù            | 3          |        |      |                 |                 |                 |  |
|  | Perù            | Perù            | 3          |        |      |                 |                 |                 |  |
|  | Guatemala       | Guatemala       | 0          |        |      |                 |                 |                 |  |
|  | Guatemala       | Guatemala       | 0          |        | Perù | Perù            | 2               |                 |  |
|  |                 |                 |            |        | Perù | Perù            | 2               |                 |  |
|  |                 |                 | Canada     | Canada | 3    |                 |                 |                 |  |
|  | Rep. Dominicana | Rep. Dominicana | Canada     | Canada | 3    | 0               |                 |                 |  |
|  | Rep. Dominicana | Rep. Dominicana |            |        |      | 0               |                 |                 |  |
|  | Canada          | Canada          | 3          |        |      | Finale 9º posto | Finale 9º posto | Finale 9º posto |  |
|  | Canada          | Canada          | 3          |        |      |                 |                 |                 |  |
|  |                 |                 |            |        |      |                 |                 |                 |  |
|  |                 |                 |            |        |      | Guatemala       | Guatemala       | 0               |  |
|  |                 |                 |            |        |      | Guatemala       | Guatemala       | 0               |  |
|  |                 |                 |            |        |      | Rep. Dominicana | Rep. Dominicana | 3               |  |

##### Semifinali
| 19 giugno 2019 Auditorio Multifuncional, Colima Durata: 1h:18 - Spettatori: 600 | Perù            | 3 - 0 | Guatemala | 25-22, 25-22, 25-21 |
| 19 giugno 2019 Auditorio Multifuncional, Colima Durata: 1h:15 - Spettatori: 500 | Rep. Dominicana | 0 - 3 | Canada    | 14-25, 22-25, 14-25 |

##### Finale 9º posto
| 20 giugno 2019 Auditorio Multifuncional, Colima Durata: 1h:19 - Spettatori: 250 | Guatemala | 0 - 3 | Rep. Dominicana | 20-25, 25-27, 19-25 |

##### Finale 7º posto
| 20 giugno 2019 Auditorio Multifuncional, Colima Durata: 2h:12 - Spettatori: 2 000 | Perù | 2 - 3 | Canada | 23-25, 20-25, 25-21, 25-21, 15-17 |

#### Finale 11º posto
| 19 giugno 2019 Auditorio Multifuncional, Colima Durata: 1h:11 - Spettatori: 500 | Trinidad e Tobago | 3 - 0 | Suriname | 25-12, 25-21, 25-16 |

## Classifica finale
| Pos     | Squadra           | Rosa |
| ------- | ----------------- | --- |
| Oro     | Cuba              | Formazione: 1 Massó, 2 Melgarejo, 4 Yant, 5 Concepción, 7 García, 9 Osoria, 11 Taboada, 12 Herrera, 14 Goide, 15 León, 17 Alonso, 18 López, CT: Vives                                                     |
| Argento | Argentina         | Formazione: 1 Sánchez, 3 Palonsky, 4 Cavanna, 7 Giraudo, 8 Zerba, 10 Bruno, 11 Fernández, 15 Imhoff, 19 Massimino, 20 Santucci, 22 Zanotti, 23 Gallego, 24 Johansen, 25 Lazo, CT: Muraco                  |
| Bronzo  | Messico           | Formazione: 1 Vargas, 3 Garay, 4 Ruiz, 5 J. Rangel, 9 Téllez, 10 P. Rangel, 11 Barajas, 14 J. Martínez, 15 A. Martínez, 16 Chávez, 17 Orellana, 20 Duarte, 23 Moreno, 25 Aranda, CT: Azair                |
| 4       | Cile              | Formazione: 1 Guerra, 2 Ibarra, 3 Araya, 4 T. Parraguirre, 5 M. Parraguirre, 7 Albornoz, 9 Bonačić, 10 Mardones, 11 V. Parraguirre, 12 Lavín, 14 Villarreal, 15 Castillo, 16 Gago, 19 Banda, CT: Nejamkin |
| 5       | Stati Uniti       | Formazione: 2 Jarman, 3 Seif, 5 Shaw, 7 Worsley, 9 Cowell, 10 Russell, 12 Holt, 13 Tuaniga, 14 Wieczorek, 16 Schmidt, 17 Huhmann, 19 Dagostino, 22 Fey, 23 Kessel, CT: Žarković                           |
| 6       | Porto Rico        | Formazione: 5 Nieves, 12 López, 14 Vargas, 15 Jo. Rodríguez, 16 Elías, 17 León, 18 Rosario, 19 Fiorentino, 20 Nido, 23 Ja. Rodríguez, 24 Cabrera, CT: Antonetti                                           |
| 7       | Canada            | Formazione: 1 Jarvis, 4 LeBreux, 7 Mortensen, 8 Foreman, 10 Schouten, 12 Ireland, 13 Keturakis, 15 Davies, 16 Friesen, 18 McCarthy, 20 Epp, 21 McConkey, 22 Scheerhoorn, 23 Demyanenko, CT: Barrett       |
| 8       | Perù              | Formazione: 1 Urueña, 2 Williams, 3 Aguilar, 7 Romay, 8 Jaramillo, 10 Silva, 11 Nakamatsu, 12 Porras, 13 Bernaola, 14 Hidalgo, 23 Calvera, 24 Patrón, CT: Gala                                            |
| 9       | Rep. Dominicana   | Formazione: 1 Tapia, 2 Jáquez, 4 de Jesús, 5 Mauricio, 6 Pérez, 7 Frías, 8 López, 9 Tolentino, 10 Muñoz, 12 Capellán, 13 Mercedes, 14 Romero, 15 Paulino, 19 Cruz, CT: Gutiérrez                          |
| 10      | Guatemala         | Formazione: 2 López, 3 Chacón, 4 Menéndez, 6 Pineda, 7 Ruano, 9 Carrillo, 10 Ralón, 12 Pineda, 14 Chinchilla, 15 Aragón, 16 González, 18 Quiñonez, 19 Hernández, 20 Gamboa, CT: Lucas                     |
| 11      | Trinidad e Tobago | Formazione: 1 Wright, 4 Basdeo, 5 Bushe, 6 Theodore, 7 Phillip, 8 Donald, 12 Prescott, 13 D. Stewart, 15 Legall, 17 Mickel, 20 R. Stewart, CT: Dickson                                                    |
| 12      | Suriname          | Formazione: 1 Brunings, 2 Baumgard, 3 Aklemboto, 5 van der Boom, 6 Pinas, 7 Sportkslede, 8 Balboord, 9 Breinburg, 10 Fraser, 11 Mahabali, 12 Foe-A-Man, 13 Krak, 14 Flu, 16 Dwarkasing, CT: Joval         |

|  | Qualificata alla Volleyball Challenger Cup 2019 |

## Premi individuali
| Premio                | Nome               | Squadra     |
| --------------------- | ------------------ | ----------- |
| MVP                   | Miguel Ángel López | Cuba        |
| Miglior realizzatore  | Eduardo Romay      | Perù        |
| Miglior servizio      | Eduardo Romay      | Perù        |
| Miglior difesa        | Kyle Dagostino     | Stati Uniti |
| Miglior ricevitore    | Jorge Barajas      | Messico     |
| Miglior palleggiatore | Pedro Rangel       | Messico     |
| Miglior opposto       | Eduardo Romay      | Perù        |
| Miglior schiacciatore | Álvaro Hidalgo     | Perù        |
| Miglior schiacciatore | Nicolás Bruno      | Argentina   |
| Miglior centrale      | Daniel Urueña      | Perù        |
| Miglior centrale      | Roamy Alonso       | Cuba        |
| Miglior libero        | Arnel Cabrera      | Porto Rico  |